# Baixa da Ponta dos Rosais

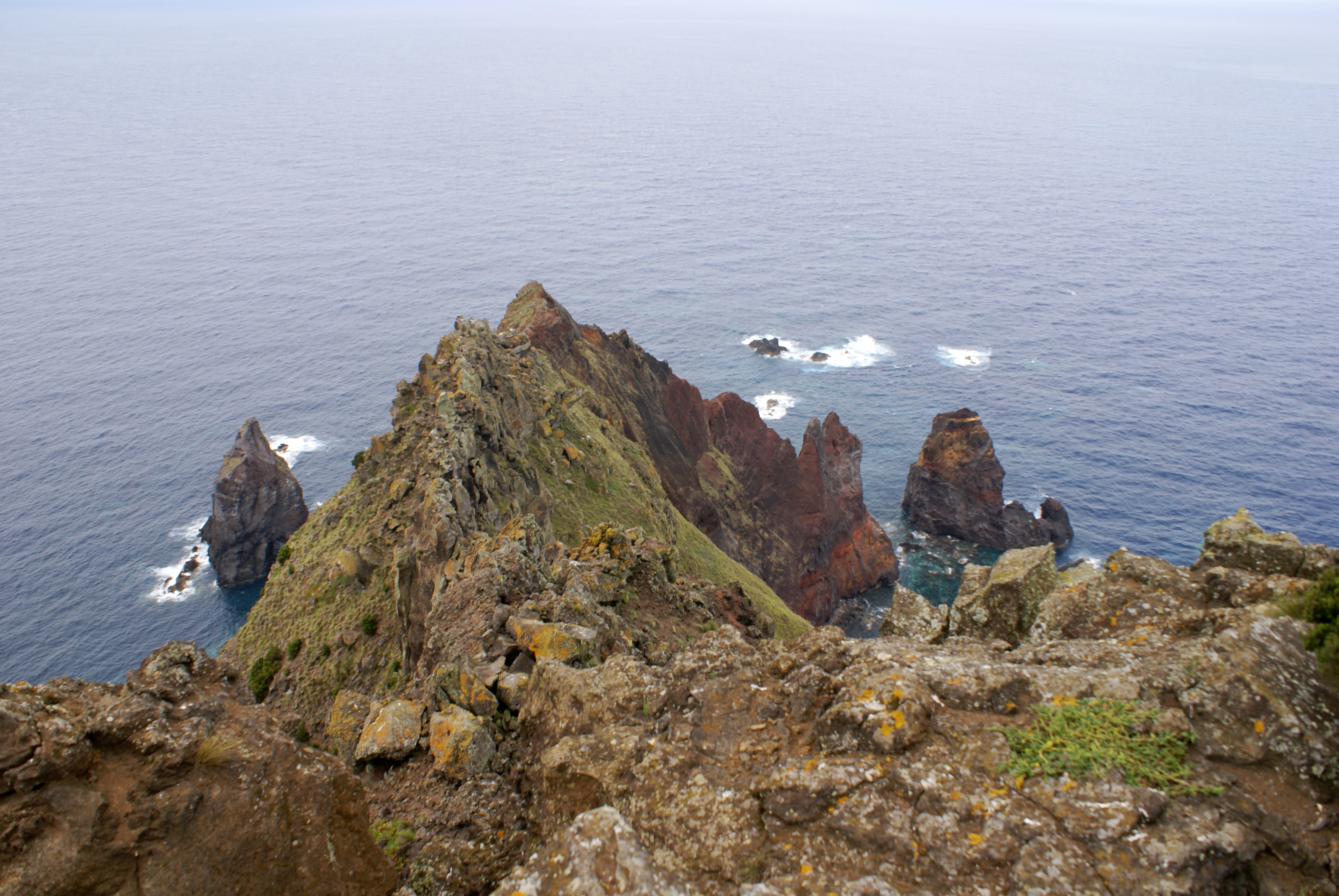
Ponta dos Rosais, Rosais, Velas, ilha de São Jorge, Açores.

A Baixa da Ponta dos Rosais (Velas) é um afloramento rochoso marítimo localizado no Oceano Atlântico junto à costa da ilha de São Jorge, arquipélago dos Açores.
Encontra-se nas coordenadas geográficas de Latitude 38º46.80'N e Longitude 28º19.26'W.

## Formação Geológica e descrição
Apresenta-se com uma formação geológica em que o fundo é dominantemente constituído por camadas sobrepostas de escoadas lávicas de natureza basáltica onde surgem grandes fissuras e acentuados declives que se encontram associados a uma alinhamento de origem tectónico com orientação NW-SE.
Surgem também depósitos arenosos com origem em Fluxos piroclástos antigos nas zonas mais fundas ou protegidas das correntes marinhas num fundo se apresenta maciçamente rochoso.
Estas formações apresentam uma profundidade variada que aumenta com a distância à costa apresentando uma profundidade que ronda no entanto os 20 metros como cota média.
O aceso à Baixa da Ponta dos Rosais, só pode ser feito por mar dada a distância a que se encontra da costa. Encontra-se a 3 minhas milhas marítimas da Ponta dos Rosais e a nove milhas marítimas do Porto das Velas.
É uma zona utilizada para a realização de mergulho de escafandro predominantemente diurno visto que se trata de uma zona tida por perigosa devido às fortes correntes marítimas, tanto de maré como oceânicas. É uma zona muito turbulenta.

## Fauna e flora característica
A Flora e Fauna dominante deste baixa é a Stypopodium zonale e a Asparagopsis armata, Gellidium sp., Campogramma glaycos, Anchovas, Peixe-serra, e Bonitos no entanto é possível encontrar-se toda uma enorme variedade de fauna e flora marinha em que convivem mais de 69 espécies diferentes, sendo de 7.2 o Índice de Margalef.
Este local é uma zona com cardumes de pelágicos, onde se identificam Bicudas, Lírios, Meros, Abróteas.
Santos et al. (1995) defendem que é importante proteger a zona da "baixa" dada a sua importância para a biodiversidade.

## Faunaefloraobservável
- Água-viva (Pelagia noctiluca),
- Alga vermelha (Asparagopsis armata),
- Alga castanha (Dictyota dichotoma),
- Alga Roxa - (Bonnemaisonia hamifera).
- Anêmona-do-mar (Alicia mirabilis),
- Alface do mar (Ulva rígida)
- Ascídia-flor (Distaplia corolla),
- Barracuda (Sphyraena),
- Boga (Boops boops),
- Bodião (labrídeos),
- Caravela-portuguesa (Physalia physalis),
- Chicharro (Trachurus picturatus).
- Peixe-rei (Coris julis)
- Carangeuijo-eremita (Calcinus tubularis),
- Craca - (Megabalanus azoricus).
- Estrela-do-mar (Ophidiaster ophidianus),
- Garoupa (serranídeos),
- Lapa - (Docoglossa),
- Lírio (Campogramma glaycos),
- Mero (Epinephelus itajara),
- Musgo (Pterocladiella capillacea),
- Ouriço-do-mar-negro (Arbacia lixula),
- Ouriço-do-mar-roxo - (Strongylocentrotus purpuratus),
- Peixe-cão (Bodianus scrofa),
- Peixe-porco (Balistes carolinensis),
- Peixe-balão (Sphoeroides marmoratus),
- Peixei-rei (Coris julis),
- Polvo (Octopus vulgaris),
- Pomatomus saltator
- Ratão (Taeniura grabata),
- Salmonete (Mullus surmuletus),
- Solha (Bothus podas maderensis),
- Sargo (Dictyota dichotoma),
- Toninha-brava - (Tursiops truncatus),
- Tartaruga-careta - (Caretta caretta),
- Zonaria flava,